# Припјат
Припјат  (укр. Прип'ять, рус. Припять) напуштени је град на северу Украјине, у Кијевској области, близу границе са Белорусијом. Изграђен је у кратком временском периоду паралелно са градњом нуклеарне електране и био је предвиђен као место у коме ће живети запослени у електрани и њихове породице. Град се временом проширивао, а број становника се 1986. попео на скоро 50.000.
Након Чернобиљске катастрофе 1986. град је напуштен, а становништво је евакуисано у друга насеља Кијевске области. Касније је изграђен град Славутич, који је постао нови дом за велики број становника Припјата. Насеља унутар зоне од 30 километара око нуклеарне електране су такође евакуисана, а ова зона је стављена под посебни надзор због тешке контаминације испуштеним радиоактивним материјалом.
Након евакуације, градом су патролирали припадници војске и милиције како би се спречили илегални уласци и пљачке. Поједине објекте у граду и даље су користили ликвидатори и радници електране, чији су преостали реактори наставили са радом. Учињен је и напор да се одређени делови града деконтаминирају.
Крајем 20. и почетком 21. века, са гашењем последњих реактора нуклеарне електране, град је потпуно напуштен. У овом периоду повећан је и број илегалних улазака у град и пљачки. Пљачкаши су проваљивали у станове и узимали све што су могли однети, не обазирући се на радијацију. Зграде су због неодржавања убрзано пропадале.
У другој деценији 21. века, град и околну зону је почео да посећује све већи број туриста. Украјинске власти су 2011. званично одобриле туристима да посећују Припјат и Зону искључења и њихов број је у наредним годинама растао. Радиоактивност је данас значајно опала, али широм града још увек постоје жаришта повећане радиоактивности. 
Почетком Руске инвазије на Украјину у фебруару 2022, град се нашао у зони борбених дејстава, јер је дио руских војних снага из правца Бјелорусије, преко зоне искључења, напредовао према главном граду Кијеву. Након жестоких борби током марта 2022, Руска војска се крајем месеца повукла са севера Украјине и напустила Припјат и зону искључења.
Са репутацијом „савремене некрополе” и „града замрзнутог у времену”, Припјат је постао инспирација за дела популарне културе, нарочито дистопијске филмове и видео-игре. У наредним деценијама зграде ће се без људске интервенције срушити, а бетонске површине ће заменити вегетација.

## Географске карактеристике
Неколико локација је разматрано као потенцијално место изградње будућег града. Међу њима су била подручја града Чернобиља, локације северно и јужно од села Копачи, подручје западно од железничке станице Јанов и подручје села Лесној. За изградњу је изабрано место близу села Семиходи на северу Украјине на десној обали реке Припјат, притоке Дњепра, по којој је нови град и добио име. Ради се о ретко насељеном, равничарском, претежно шумовитом и мочварном подручју познатом као Полесје. Поред близине реке, локација је изабрана и због близине већ постојеће железничке станице и аутопута.
Надморска висина већег дела територије на којој је изграђен град је 112 до 113 метара, осим југоисточног дела где је надморска висина од 118 до 120 метара. Терен је раван са благим нагибом према реци и њеним притокама. Површина слива у делу где је изграђена нуклеарна електрана је 106.000 km². Источни део Полесја, којем припадају град и електрана, има релативно малу густину насељености од свега 70 ст./km². У време несреће 1986. унутар радијуса од 30 километара око електране већ је живело око 110.000 становника, од чега скоро половина у Припјату.

## Историја

### Изградња
Изградња Припјата почела је 1970. на територији села Семиходи и у непосредној близини села Новопешеличи. У исто време почела је и изградња нуклеарне електране, али је изградња града брже напредовала јер су, према речима градоначелника Припјата Владимира Волошка непосредно пре катастрофе, „радници који су радили на њеној изградњи желели да живе у удобним становима”. Припјат је био део Совјетског пројекта брзе изградње, који је подразумевао заједнички подухват великог броја „суперпродуктивних” ударних бригада из целог Совјетског Савеза.
Град је изграђен на територији од 600 хектара, од којих су на око 42 хектара били паркови и травнате површине. Изграђено је укупно 5 микрорејона који су били распоређени око градског центра. Била је планирана и изградња шестог микрорејона на територији североисточно од града. На овом подручју данас се налази пешчани плато који је настао припремањем земљишта за изградњу стамбених зграда. Град је замишљен као велико саобраћајно чвориште. Имао је железничку станицу и речну луку. Нуклеарна електрана је имала транспортни комбинат (Автотранспортный комбинат Чернобыльской АЭС) са укупно 533 возила, од чега 167 аутобуса.
Основна карактеристика архитектуре је био принцип триангуларне градње (рус. принцип «треугольной» застройки) који је карактерисала комбинација зграда ниже спратности и високих зграда, велики простор између зграда као и распоред улица и авенија под једнаким углом. Овакав начин изградње примењиван је и у неким другим градовима, тако да постоји сличност између појединих делова Припјата и делова градова као што су Курчатов, Семеј, Волгодонск и Тољати. Град је растао у просеку за око 1.500 становника годишње, од чега је око 800 био резултат природног прираштаја, а остатак су били људи који су дошли у град из других делова земље. Првобитним планом предвиђено је да град достигне број од 75-78.000 становника.

### Нуклеарни град
Према статистици из јануара 1986. у граду је живело 49.400 становника. Било је 160 стамбених јединица са 13.414 станова. Изграђено је 15 вртића и основних школа и 5 средњих школа. Градска болница могла је да прими 410 пацијената. У граду је радило 25 трговина и тржних центара, као и 27 кафића, кафетерија и ресторана са укупним капацитетом од 5.535 места. Град је имао биоскоп са 1.220 места и уметничку школу за 312 ученика. Што се тиче спортских објеката, град је имао 10 спортских дворана, 10 стрељана, 3 базена и 2 стадиона. Поред једног парка, град је имао и 35 игралишта. У граду су радиле 4 фабрике са укупном годишњом производњом од 477 милиона рубљи.

У октобру 1976. почело је пуњење вештачког језера за хлађење нуклеарних реактора. Први реактор завршен је 1977, а други годину дана касније. Резолуцијом Врховног совјета Украјинске ССР из 1979. Припјат је и званично добио статус града, као један од неколико нуклеарних или атомских градова (рус. Атомград). Приступ Припјату није био ограничен, за разлику од неких других затворених градова од војног значаја у Совјетском Савезу. Сматрало се да су тадашњи нуклеарни реактори били понос инжењеринга и напретка Совјетског Савеза.
У то време Припјат је био један од престижнијих градова у регији, са развијеним културним и друштвеним животом. Људи из околних градова и села, укључујући и Чернобиљ, који је био центар рејона, долазили су у куповину у Припјат који је био одлично снабдевен намирницама. Становништво града било је веома младо, просечна старост становника је била 26 година, ипак и многи пензионисани људи из целе Украјине су настојали да се преселе у Припјат, сматрајући град и околину пожељним местом за живот.
Вештачко језеро за хлађење снабдевало је град свежом рибом током целе године, а на његовим обалама је свакодневно било много рибара. Радијација у језеру била је испод нивоа осетљивости мерних инструмената. Брз раст броја становника приписује се и чињеници да је град постао саобраћајно чвориште Полесја, са изграђеном друмском, жељезничком и речном инфраструктуром. Власти су доводиле госте из иностранства у Припјат како би им показале пример модерног совјетског града. До 1986. у граду су изграђени биоскоп, палата културе, 4 библиотеке, хотел, уметничка школа са концертном двораном, медицински комплекс, преко 10 вртића, средње школе, кафићи и продавнице. Сваки микрорејон је имао школу, библиотеку, продавнице, спортске објекте и игралишта за децу.
Према попису из 1985. у граду је живело око 47.500 становника, међу којима су били припадници 27 различитих националности. Званични совјетски часопис на енглеском језику Soviet Life објавио је у фебруарском броју 1986. кратак чланак у којем је описао град као идилично место за живот чији становници уопште нису забринути због нуклеарне електране у њиховој близини. У истом броју цитирана је и изјава украјинског министра енергије и електрификације Виталија Скљарова, који је рекао да се нуклеарне несреће дешавају једном у 10.000 година. Градоначелник Владимир Волошко је у истом броју као главне проблеме града навео „бејби бум”, односно велики број рођених беба који је довео до недовољног броја вртића и дневних центара због велике потражње. Као други проблем навео је незапосленост жена и недовољан број гаража и паркинг простора.

## Катастрофа

### Хаварија на реактору 4
Четири активна реактора нуклеарне електране Чернобиљ, као и два која су тада била у изградњи припадала су РБМК-1000 типу реактора. Сваки реактор производио је 1 GW електричне енергије (3,2 GW термалне енергије). Реактор 4 је био најмлађи од њих и завршен је 1983. Планирано је да се 25. априла овај реактор угаси због редовног одржавања. Оператери су хтели да искористе ову прилику да проведу тест којим је требало да се утврди да ли се у случају прекида спољашњег напајања електричном енергијом, ротациона енергија добијена од турбогенератора, који би се и даље обртао због заосталог притиска паре, могла искористити да се произведе потребна електрична енергија за систем хлађења реактора у периоду од 40 до 50 секунди, односно док се не укључе дизел-генератори.
Тест је требало да буде обављен за време дневне смене у нуклеарној електрани и припреме су почеле 12 сати раније, када је почело постепено смањивање снаге реактора. У послеподневним часовима снага реактора је смањена на 50% (1,6 GWt), па је један од два турбогенератора искључен. Тест је захтевао даље смањивање снаге реактора на 700-1.000 MWt, али за ово није добијена дозвола из Кијева због велике потребе за електричном енергијом у том тренутку. Снага реактора одржавана је на 50% номиналне снаге, а систем за хлађење језгра у случају нужде је намерно искључен. У 23:10 је добијена дозвола да се настави са тестом и смањењем снаге реактора. Дневна смена је до тада већ одавно отишла, а вечерња смена је одлазила тачно у поноћ. Ово је значило да ће тест бити обављен на преласку из вечерње у ноћну смену. У 00:05 26. априла снага реактора је пала на 700 MWt, и наставила је даље да пада због великих количина ксенона-135, који је производ нуклеарне фисије и апсорбер неутрона.
Када је снага реактора пала на 500 MWt, инжењер Леонид Топтунов направио је грешку и спустио контролне шипке предубоко у реактор, због чега је његова снага још више почела да опада, спустивши се на ниво од свега 30 MWt, односно на мање од 5% минималне снаге при којој је требало да буде обављен тест. На овом нивоу реактор је био изузетно нестабилан, а тровање продуктима фисије је настављено. Једини начин да се подигне снага реактора у том тренутку био је да се извади већина контролних шипки што је и учињено. Аутоматски систем за управљање контролним шипкама је искључен, а оне су затим подигнуте до горњих лимита. Вађењем контролних шипки снага реактора је подигнута на 200 MWt. У овом периоду игнорисано је неколико аутоматских аларма који су се огласили као последица нестабилног рада реактора при ниској снази и високом нивоу тровања ксеноном-135.
Као део теста, укључене су додатне пумпе које су повећале проток воде и смањиле притисак паре, што је опет имало за последицу смањивање снаге реактора. Оператери су одговорили искључивањем две пумпе, како би смањили проток воде, и вађењем додатних контролних шипки. У реактору је од 211 контролних шипки остало само 18, иако је према правилима 28 контролних шипки увек морало бити до краја спуштено.
Тест је почео 26. априла у 1:23:04. Доток паре до турбогенератора је затворен, док су у исто време покренути дизел-генератори. Ови дизел-генератори требало је да преузму напајање 4 активне пумпе које су регулисале доток воде у реактор у 1:23:43, док је у међувремену напајање требало да буде обезбеђено од турбогенератора који се гасио. Међутим, како је турбогенератор успоравао тако се смањивало и напајање за 4 активне пумпе, што је за последицу имало све мањи проток воде у реактору. Реактор је тада упао у обрнуту петљу од оне у којој је његова снага раније смањена. Слаб доток воде довео је до њеног кључања и до појаве „парних празнина”. Пошто течна вода боље апсорбује неутроне од паре, снага реактора је почела да расте па је још више воде прелазило у пару, а то је довело до још већег раста снаге реактора.
У 1:23:40 притиснуто је дугме за гашење реактора у случају нужде, чиме је отпочело спуштање контролних шипки. Оне су спуштане брзином од 0,4 метра у секунди и требало је од 18 до 20 секунди да се потпуно спусте. Контролне шипке су имале графитне продужетке, а пошто су биле до краја подигнуте, њиховим спуштањем је на почетку дошло до пораста реактивности у реактору. Нагли раст снаге довео је до прегрејавања језгра и до ломљења појединих канала у којима се налазило гориво. Сломљени канали су затворили пут којим су се спуштале контролне шипке, па су оне заглављене на око 1/3 дубине реактора. Велики притисак паре довео је до пуцања канала са горивом, па се гориво помешало са водом у делу за хлађење реактора. Снага реактора скочила је на 30.000 MWt. Убрзо након тога дошло је до прве експлозије која је подигла горњи бетонски поклопац реактора тежак 2.000 тона и избацила га кроз кров зграде у којој се налазио реактор. Убрзо након прве експлозије, уследила је друга експлозија која је уништила реактор и прекинула нуклеарну ланчану реакцију. Међутим, друга експлозија је избацила графит и други радиоактивни отпад у непосредну околину реактора, док се материјал који се налазио у реактору запалио након што је дошао у контакт са ваздухом, што је допринело радиоактивној контаминацији велике територије.

### Ватрогасци Припјата — прве жртве
Ватрогасци који су били стационирани у нуклеарној електрани стигли су први на место несреће, неколико минута након експлозије и након што се огласио противпожарни аларм. Ватрогасци из Припјата су дошли убрзо после њих, док су ватрогасци из удаљенијих места дошли касније. Ватрогасна бригада из Припјата није имала посебну обуку за гашење пожара који су укључивали радиоактивни материјал.
Ватрогасна бригада нуклеарне електране под командом Владимира Правика гасила је пожаре на крову турбинске хале, док су ватрогасци из Припјата под командом Виктора Кибенока гасили пожаре у згради реактора 4. Њима се придружио и Леонид Тељатников, командант ватрогасне бригаде у Припјату, који је у време несреће био на одмору. До 5 сати ујутру укупно је угашено 37 пожара и остао је само један који је горео у самом реактору. Међу оператерима у нуклеарној електрани било је доминантно схватање да је реактор нетакнут и да је пожар последица експлозије гаса на резервоару система заштите и контроле. Припадници бригаде из Припјата су након гашења других пожара, не знајући с чим имају посла, покушали безуспешно да угасе пожар у самом реактору.
Око 3:30 ујутру Тељатников је отишао у контролну собу да пита оператере зашто се његови људи осећају лоше и да ли је то последица тровања радијацијом. Један од оператера је кренуо са њим носећи у руци дозиметар, како би измерили ниво радијације. Међутим, ниво радијације на свим местима је био ван граница очитања дозиметра. Кибенок и његови људи су први осетили симптоме тровања, а убрзо после њих и Владимир Правик. Укупно 17 ватрогасаца је тог јутра довезено у болницу у Припјату, а истог дана су пребачени у Москву. Кибенок и Правик су умрли у болници док је Тељатников преживео са тешким последицама по здравље. Сва тројица су одликована највишим почасним звањем хероја Совјетског Савеза.

### 26. април 1986: „Уобичајен дан“
Атмосфера у Припјату у суботу ујутро, 26. априла, била је уобичајена. Људи су излазили у шетњу, ишли на пецање или у своје даче на селу. Већина ђака је отишла у школе. Био је топао пролећни дан. Деца која нису ишла у школу су се играла на улици и у песку а неки су возили бицикл. У граду су увелико трајале припреме за предстојећи празник 1. мај. Знало се да је дошло до експлозије у оближњој електрани, али нису били познати детаљи и није се говорило о радијацији. У граду је био повећан број војника који су били распоређени на стратешким местима.
Неколико сведока је испричало да им је једина необична ствар тог јутра била посипање улица чудном белом пеном. Та пена, која је достизала висину глежња, остала је на улицама неколико сати. Деца су на путу до школе газила кроз пену носећи углавном кратке хлаче и мајице кратких рукава, у складу са топлим пролећним временом тога дана. У школи су им рекли да ће доћи доктори који ће им поделити таблете јода и да не излазе напоље, али да нема разлога за бригу. У школама су настављене припреме за прославу 1. маја. У граду је те суботе склопљено 16 бракова.
Упозорења су почела негде око подне. Деци је речено да после школе иду директно кући, а свим становницима је преко радија саветовано да остану у својим становима и да затворе прозоре. Раније тога дана, радници електране који су ишли у дневну смену приметили су да је пут који води ка електрани блокиран, док су радници који су се враћали из ноћне смене морали да се подвргну медицинским прегледима пре него што им је допуштено да иду кући. Како је дан одмицао, све више становника је постајало свесно озбиљности ситуације. Многи људи су били упозорени од стране својих рођака и познаника који су радили у електрани, а неки су одлучили да самостално напусте град својим аутомобилима. С друге стране, значајан број становника још увек није имао представу шта се догађа.
У неком тренутку у току дана је почела и подела таблета калијум-јодида становништву. После подне и предвече је била велика потражња за црвеним вином услед погрешног веровања да црвено вино помаже у деконтаминацији тела након излагања радијацији. Ово је било наведено и у једном приручнику за раднике који је издала нуклеарна електрана у периоду пре несреће.
Директор чернобиљске електране Виктор Брјуханов телефоном је затражио превентивну евакуацију града, али му је заменик премијера СССР Борис Шчербина поручио да „не ствара панику“ и да не сме бити евакуације док владина комисија не стигне у Припјат.
У Москви је формирана владина комисија која је требало да хитно отпутује у Припјат. Шчербина, који је именован за председника владине комисије, дошао је у Припјат око 9 сати увече. Он се у почетку противио евакуацији јер је сматрао да је опасност преувеличана, али се на крају сложио да се град евакуише следећег дана у јутарњим часовима.

### 27. април 1986: „Привремена евакуација“
„Пажња, грађани Припјата. Градско веће обавештава да је, због акцидента у Чернобиљској нуклеарној електрани, радиоактивност у граду Припјату појачана. Комунистичка партија, њени званичници и оружане снаге предузимају неопходне мере у борби против настале опасности. Ипак, у настојању да у највећој могућој мери сачувамо здравље и безбедност људи, а имајући на уму, пре свега, децу, морамо привремено да евакуишемо становништво у најближе градове у Кијевској области. Због тога, а са почетком 27. априла 1986. у 2 сата после подне, сваки апартмански блок добиће на располагање аутобус, који ће контролисати милиција и градски званичници. Веома је важно да са собом понесете личне документе, најнужније ствари и одређену количину хране, за сваки случај. Највиши званичници у граду и руководиоци индустријских погона направили су списак запослених који ће остати у Припјату како би погоне одржавали у добром радном стању. Све куће током евакуације чуваће милиција. Другови, када будете привремено напуштали своје станове, водите рачуна да искључите осветљење, електричне уређаје, да сте заврнули славине и затворили прозоре. Молимо вас да током процеса ове краткотрајне евакуације сачувате мир и ред“.

У складу са одлуком о евакуацији која је донесена у касним вечерњим часовима 26. априла, прикупљено је, према различитим изворима, између 1.100 и 1.225 аутобуса који су у току ноћи и у раним јутарњим часовима 27. априла били паркирани на путу између Чернобиља и Припјата у непрегледној колони. Неки извори помињу и 360 камиона који су такође учествовали у евакуацији, као и два воза са укупно 1.500 путника која су кренула са железничке станице Јанов. Иако је евакуација требало да почне ујутру, убрзо је постало јасно да то није могуће. Требало је унапред обавестити грађане, организације и предузећа о детаљима евакуације. Преовлађујуће схватање је било да ће евакуација трајати два до три дана, те да ће се радијација у граду смањити када реактор буде затрпан песком и земљом.
Око 10 часова је одржан састанак са представницима градских организација и предузећа на којем су подељена упутства за евакуацију. Почетак евакуације је заказан за 2 сата после подне. Грађанима је преко радија речено да обуку лагану одећу и да понесу довољно новца и хране за три дана, те да не излазе из станова док не почне евакуација. Припадници Комсомола, омладинске организације Комунистичке партије Совјетског Савеза, ишли су од стана до стана и делили таблете калијум-јодида.
Испред сваке стамбене зграде дежурао је по један милиционер. Многи људи су силазили раније и чекали испред зграда на евакуацију, иако им је речено да остану унутра. Аутобуси су кренули према граду око 13:30, а у исто време људи задужени за провођење евакуације ишли су од стана до стана и говорили људима оно што је већ требало да чују на радију. Град је за потребе евакуације подељен на пет сектора, од којих је сваки обухватао по једну градску четврт. Како би се избегле гужве и паника, унапред су одређене локације на којима ће стајати аутобуси. Већина људи је прихватила савете власти који су им говорили да је реч о само привременој евакуацији која ће трајати два до три дана, најдуже недељу дана. Многе жене су носиле обичне кућне хаљине, излажући се тако радиоактивним честицама које су се накупљале на њиховој кожи и коси. Неки људи нису чак понели ни додатни новац за више од неколико дана.
Евакуација је протекла релативно мирно. За мање од три сата целокупна популација града је евакуисана, а колона аутобуса је била дуга више од 19 километара. Потресне сцене забележене су приликом растајања деце и власника од кућних љубимаца, с обзиром да није било дозвољено њихово одвођење из града због радиоактивних честица на њиховом крзну. Многи пси су дуго трчали за аутобусима у којима су били њихови власници да би на крају одустали и вратили се у град. Током 27, 28 и 29. априла група ловаца са пушкама је обилазила град и убијала остављене псе. Аутобуси су по одласку на гумама носили и радиоактивне честице које су контаминирале путеве којима су пролазили. Путеви према Кијеву морали су се редовно прати месецима због повећане радиоактивности. Евакуација је завршена око 16:30, а милиција је после тога претресла станове и пронашла 20 људи који се нису одазвали позиву на евакуацију.
Поред Припјата евакуисана су и околна села. Њихово становништво је много теже и невољније напуштало куће и земљу својих предака. Многи су држали и стоку и нису хтели да је оставе. Власти су имале великих проблема да им објасне опасност од радијације коју нису могли ни видети ни осетити.
Сама евакуација је предмет контроверзи због чињенице да је почела 36 сати након катастрофе и да су у том периоду становници били изложени повећаној радиоактивности. Совјетске и украјинске власти у почетку су тврдиле да становништво никада није било у опасности и да је евакуација проведена као мера предострожности. Доктор Роберт Гејл, који је вршио трансплантацију коштане сржи првим жртвама катастрофе, такође је бранио одложену евакуацију. Према њему, становници Припјата су у првим сатима након катастрофе били сигурнији у својим становима него да су излазили напоље и чекали аутобусе за евакуацију. С друге стране, постоје бројни докази да су становници били изложени повећаној радиоактивности зато што нису били свесни размера катастрофе. Радници су дошли у јутарњу смену у фабрици, трговине у граду су биле отворене а деца су се играла напољу.
Становницима је касније дозвољено да се врате у Припјат и узму ствари као што су одећа из ормара, књиге и посуђе. Није им било дозвољено да узимају дечију одећу и ствари. Сви који су се тада вратили имали су у пратњи људе са гајгер—милеровим бројачем који су проверавали све ствари које су износили, а још једна провера вршена је у Кијеву.
У јулу 1986. објављено је да ће за раднике нуклеарне електране бити изграђен нови град на граници Зоне искључења. Град је назван Зелени Мис. Међутим, изградњу Зеленог Миса пратили су бројни проблеми па је до октобра 1986. постало јасно да то неће бити трајно решење за смештај радника нуклеарне електране. Крајем октобра је у совјетској штампи најављена изградња новог града Славутича. Планирано је да град буде изграђен на обали реке Дњепар у Чернигивској области, око 45 километара североисточно од Припјата. Иако су и његову изградњу обележили бројни проблеми и кашњења, град је ипак изграђен. Славутич се географски налази у Чернигивској области али у административном смислу припада Кијевској области и има статус града од регионалног значаја.

## Након катастрофе

### Деконтаминација
У периоду између маја 1986. и 1989. предузимане су многе радње с циљем деконтаминације града и са различитим степеном успешности. Методе које су коришћене могу се поделити на механичке, хемијске и биолошке. У почетку је било планирано да се деконтаминацијом створе услови за повратак становништва у град.
Механичка деконтаминација састојала се у уклањању горњег слоја земљишта, односно првих 5 до 10 центиметара. Ранија истраживања су показала да је већина радиоактивности концентрисана у горњем слоју дубине до 3 центиметра. Уклањање земљишта вршило се уз помоћ механизације као што су скрепери, грејдери, булдозери, а део је уклањан и ручно ашовима. Овај метод деконтаминације стварао је велику количину радиоактивног отпада који је закопаван у рупама у околини града. Деконтаминација једног хектара стварала је од 1.000 до 1.500 тона отпада. Још један механички метод био је наношење новог слоја земље или песка преко контаминираног земљишта, без уклањања површинског слоја. Ефикасност овог метода зависила је од дебљине нанесеног заштитног слоја. Примењен је и у то време јединствени метод механичке деконтаминације. Реч је о великим индустријским усисивачима који су били монтирани на камионе. Четири оваква система су стигла у Припјат у септембру 1986. Ови камиони су чистили улице и тротоаре у Припјату усисавајући прашину и мале објекте (до 200 грама). Овај метод је био веома ефикасан и смањивао је радиоактивност и до 35 пута.
За хемијску деконтаминацију користио се Сулфанол. Раствор од 0,5% активне супстанце познате као SF-2U смањивао је површинску контаминацију 10 или више пута. Хемијска деконтаминација користила се за спољашње зидове зграда, путеве и кровове зграда. Кровови зграда су представљали посебан проблем, с обзиром да су се радиоактивне честице са кровова уз помоћ ветра или кише спуштале на улице и друге површине, што је доводило до њиховог накупљања у појединим деловима града. Зграде су испиране водом уз помоћ ватрогасног црева и додатка активне супстанце (SF-2U). Коефицијент деконтаминације је био 20 пута за бетонске површине и између 10 и 100 пута за остале површине.
Биолошке методе су се користиле за сузбијање прашине као једног од главних узрока контаминације ваздуха. Највећи проблем је била прашина поред путева, па су у првим данима путеви често посипани водом како би се спречило њено стварање. Касније су површине на којима се стварала прашина прекривене слојем тресета дебљине 5 центиметара. Преко овог слоја је бачено ђубриво и посејана трава. Ове површине су затим третиране неком врстом отпада из производње шећера који је спречавао стварање прашине, као и воденим раствором латекса (SKS-65).
Иако је деконтаминација вршена у целом граду, неки делови су интензивније третирани у односу на друге. У микрорејону 4 је деконтаминирано највише зграда, укључујући девет стамбених зграда, два вртића, школу и два објекта која су користили ликвидатори као спаваонице. Третиране су и неке зграде у другим микрорејонима, тако да је укупно деконтаминирано око 22 зграде. Већину ових објеката су користили ликвидатори, односно особље које је било задужено за санацију последица катастрофе. Деконтаминацијом је било обухваћено око 246 хектара земљишта, око 110.000 m² отвореног простора испред зграда, 13.000 m² кровова. Уклоњено је око 100.000 м³ контаминираног горњег слоја земљишта, које је замењено са 144.000 м³ чисте земље и песка. Свим обновљеним објектима је обезбеђено грејање и електрична енергија из нуклеарне електране, као и вода из дубоких бунара.
Као резултат свих ових напора, укупна радиоактивност у граду је значајно смањена.

### Пљачкање града
Неколико седмица након евакуације становништва власти су послале војску да патролира улицама Припјата како би се ограничио приступ граду и спречиле пљачке. Том приликом пронађене су и две жене које су се криле у свом стану и које нису евакуисане. Било је и случајева када су се евакуисани становници тајно враћали у град како би покупили своје ствари, посебно након што су сазнали да је евакуација трајне природе а не привремена како им је на почетку речено. У првим седмицама након катастрофе власти су покушавале спречити пљачке тако што су намерно уништавале предмете велике вредности као што су аутомобили и електрични уређаји.
Међу првима су опљачкане продавнице мотоцикала и телевизора. Украдени телевизори су се ускоро почели појављивати у трговинама у Кијеву. Постоје и приче о пљачкама из тог периода за које је тешко установити да ли су истините. Један од ликвидатора задужен за њихово хватање испричао је причу о двојици пљачкаша који су украли тешко контаминирани аутомобил а недуго затим умрли од последица излагања. Међу првим пљачкашима су били и поједини ликвидатори, који су доведени у град како би радили на санацији катастрофе. Већина њих није била довољно информисана о последицама излагања радиоактивним материјалима. Крали су возила и вадили радијаторе из станова и продавали их као отпад.
Најинтензивније пљачкање почело је након распада Совјетског Савеза, када су укинуте патроле унутар Зоне искључења. Пљачкаши су узимали све што је имало било какву вредност, укључујући намештај, жице из каблова и подне облоге. Украдени су скоро сви челични поклопци са шахти широм града, што данас представља опасност за људе који долазе у Припјат. Широм Совјетског Савеза пронађен је велики број разних радиоактивних предмета које су из града изнели трговци отпадом и ловци на трофеје.
Данас је тешко пронаћи стан који није у потпуности опљачкан. Фабрика Јупитер која је радила до 1997. такође је опљачкана након затварања. До 2009. године, пљачкаши су повадили и однели све радијаторе из станова у Припјату, а краду се и стаклени панели. Широм Зоне искључења делују разне фирме за рециклажу и трговци и препродавци отпадних метала. Процењује се да је од око 8 милиона тона метала који се налазио у зони у време катастрофе данас остало свега око 2 милиона тона, чија је тржишна вредност око 100 милиона евра.

## Припјат данас
Припјат није изгубио статус града и данас је у формалном смислу град од регионалног значаја, с тим да нема градско веће, па градом управља регионално веће Кијева. У граду још увијек функционише неколико објеката. То су пункт на улазу у град, станица за дезинфекцију воде, гаража за специјалну опрему и перионица веша. Воз на релацији Славутич - Семиходи саобраћа сваког дана и довози раднике који раде на декомисији нуклеарне електране.
Припјат је у различитим изворима описан као савремени Помпеји, петрификована рушевина, некропола и Мека за урбане истраживаче. Град је постао позорница за представе дистопијанске будућности, „град замрзнут у времену” који је послужио као инспирација за многе филмове, телевизијске емисије и видео-игре. Постао је познат као једна од највећих модерних рушевина на свету и магнет за туристе и друге које привлачи идеја истраживања мртвог града и остатака совјетског утопистичког урбанистичког планирања.
Град је у почетку представљао практично музеј, који је документовао последње године Совјетског Савеза. Станови, базени, болнице и остале установе су биле потпуно напуштене, и све унутар тих установа остављено је да труне. Данас су зграде опљачкане и препуштене зубу времена, али и даље привлаче пажњу медија и истраживача. На многим местима у граду могу се видети симболи Совјетског Савеза, добро очувани постери, портрети и статуе Лењина. Унутрашњост зграда карактерише много поломљеног стакла, зарђалих ексера, плафони и кровови који су пред урушавањем. Без планова за обнову или конзервацију зграда, Припјат ће и у будућности остати рушевина препуштена природи и зубу времена, а пропадање и урушавање зграда ће се наставити.
Постоји идеја да се цели град претвори у музеј, али је она тешко изводива. С друге стране, управа Зоне искључења разматра могућност планског рушења зграда у Припјату пре него што се саме сруше и одлагања остатака у ископане рупе које би биле загрнуте земљом.

### Радиоактивност
Чернобиљска катастрофа довела је до испуштања велике количине радиоактивних материјала из реактора 4. Највећи део овог испуштања десио се у периоду од 10 дана од тренутка хаварије. У том периоду испуштено је око 14 EBq (1EBq = 1018Bq) радиоактивних супстанци, међу којима су били племенити гасови, кондензовани аеросоли и велике количине честица горива. Од радиоактивних изотопа испуштено је око 1,8 EBq јода-131, 0,085 EBq радиоактивних изотопа цезијума (134Cs и 137Cs), 0,01 EBq стронцијума-90 и 0,003 EBq изотопа плутонијума. Око 50% испуштене количине чинили су племенити гасови.
Већина изотопа стронцијума и плутонијума је депонована у кругу од 100 километара од реактора јер су били садржани у већим честицама. Већи део радиоактивних супстанци су били радионуклиди са кратким временом полураспада, док су они са дужим временом полураспада испуштени у мањим количинама у односу на прве. Највећи здравствени ризик у периоду непосредно након катастрофе представљао је јод-131, због тога што његова концентрација у тироидној жлезди у великим количинама може да изазове њено оштећење и доведе до појаве карцинома. Након протека одређеног времена, присуство радионуклида са кратким временом полураспада је смањено или су они потпуно нестали, док су у радиолошком смислу најважнији постали изотопи цезијума и у мањој мери стронцијум-90. Данас скоро 100% радиоактивности потиче од цезијума-137. За неколико стотина (или неколико хиљада) година једини радиоактивни изотопи у значајно повећаним количинама ће бити изотопи плутонијума и америцијум-241.
Просечна ефективна доза од спољашњих извора зрачења за особе евакуисане из Припјата и околних места кретала се, према различитим изворима, између 17 и 30 mSV, док су се појединачне ефективне дозе кретале од 0,1 до 380 mSV.
| Локација               |μSv/h (2009)                  |
| ---------------------- | ----------------------- |
| Базен Азурни           | 0,9                     |
| Пункт на уласку у зону | 0,3                     |
| Споменик Припјат 1970  | 11,5                    |
| Палата културе         | 0,8                     |
| Болница МСЧ-126        | 0,7-382+ (подрум)       |
| Гробље                 | 14-22                   |
| Кафић Припјат          | 13,6 (на степеницама)   |
| Одбачена кашика багера | 336                     |
| Реактор 4              | 2,4-2,6 (околни путеви) |

Просечна ефективна доза за ликвидаторе који су радили на санирању последица катастрофе била је много већа. Појединачне тироидне дозе су углавном биле последица удисања јода-131 код евакуисаног становништва. Просечна појединачна апсорбована доза за тироидну жлезду била је 1,4 Gy за децу до три године и између 0,07 и 0,3 Gy за остале.
Радиоактивност је знатно смањена због предузетих радњи деконтаминације између 1986. и 1989. као и распада радионуклида са краћим животним веком. Просечна стопа излагања у Припјату је у децембру 1986. пала на 28 μSv/h док би, да није било деконтаминације, била између 200 и 400 μSv/h.
Ниво радијације се данас сматра безбедним, иако је и даље знатно изнад дозвољене границе. Радници на декомисији нуклеарне електране раде три недеље, након чега морају провести три недеље изван Зоне искључења. Ниво радијације варира од места до места, али и на истом месту може бити различит у зависности од временских услова и брзине ветра. Површине под вегетацијом показују већу радиоактивност него бетонске површине. Постоје и даље жаришта или „џепови” повећане радиоактивности. Једно од таквих места је подрум болнице МСЧ-126, где је одбачена одећа и опрема ватрогасаца који су гасили пожар на реактору. Ови предмети и данас показују високу радиоактивност. Градско гробље није деконтаминирано јер је било тешко уклонити горњи слој земљишта без оштећења појединачних гробова. И на овом подручју је повећана радиоактивност у односу на околину. Још једно жариште је одбачена кашика багера који је био ангажован на деконтаминацији. Радиоактивност је повећана и на степеницама кафића Припјат.

### Биљни и животињски свет
После одласка људи град се постепено почео враћати природи. Није било никога ко би косио траву или одржавао и орезивао дрвеће дуж улица и у градским парковима. У граду је и пре катастрофе било много зеленила, поред улица су сађене тополе, а најчешће украсно цвеће које се могло видети су били звездани. У годинама након евакуације, ове биљке су се прошириле и на друге површине у граду, тако да сада тополе расту у излозима некадашњих продавница или на напуклим бетонским површинама, а постоје и поља сада већ дивљих звездана. У наредним деценијама већина стамбених зграда ће се срушити, а без људске интервенције асфалтне путеве и бетонске тргове ће прогутати зеленило. Многе биљке већ расту из пукотина у бетону на улицама и другим површинама. Лишајеви као што је жути лишај (лат. Xanthoria) луче хемикалије које уништавају структуру бетона а киселине у маховинама омекшавају асфалт који се распада и претвара у шљунак. Борови, брезе и јавори расту из пукотина, разбијајући бетон својим корењем. На некадашњем фудбалском терену израсла је шума састављена од борова, врба, дивљих крушака и бреза.
Током евакуације грађанима није дозвољено да поведу своје кућне љубимце, најчешће псе и мачке. Пси који су остали у граду су на својим крзнима накупили велики број радиоактивних честица, а власти су касније послале људе у град да их убију. Већина паса је тада убијена, али један број њих је успео да избегне ову судбину и настави да живи у граду и околним шумама. Потомци ових паса и данас насељавају Зону искључења, а процењује се да их има око 300. У граду и непосредној околини живи и одређени број мачака. Није дозвољено њихово изношење изван Зоне искључења.
Истраживање из 2007. показало је да постоје значајне разлике у присутности и специјској разноврсности птица у подручјима са повећаном радијацијом у односу на подручја са нормалном радијацијом. Према овом истраживању, специјска разноврсност птица у шумама Зоне искључења смањује се за више од 50% са повећавањем радијације, док се укупна присутност птица смањује за 66%. Истраживање сугерише три могућа објашњења ове појаве:
- Радиоактивност директно смањује стопе преживљавања и плодности код птица, што доводи до изумирања или смањења популације;
- Птице можда избегавају контаминирана подручја зато што ова подручја не представљају оптимална станишта за њих;
- Смањена бројност и биодиверзитет птица може бити последица смањеног броја бескичмењака који представљају честу храну за многе врсте птица.

Постоји већи број емпиријских истраживања која документују широк спектар физиолошких, развојних и морфолошких последица излагања радиоактивним загађивачима. Претпоставља се да већина ових последица има генетичку основу. Једна од првих видљивих промена је појава белих тачака (делимични албинизам) на перју птица, што је документовано код сеоских ласта у подручју око Чернобиља. Истраживање из 2013. показало је да је стопа видљивих тумора код птица из околине Чернобиља била око 15 на 1.000 посматраних птица, док је код птица из Данске које нису биле изложене радијацији та стопа била 0 код 35.000 посматраних птица.
Међу научницима постоји неслагање око утицаја радиоактивности на бројност и биодиверзитет дивљих животиња у Зони искључења. Сви се слажу да радијација има негативне ефекте на људе и животиње, међутим новија истраживања показују да је број дивљих животиња у овим подручјима повећан у односу на ранији период. Ово се објашњава изостанком људског фактора. Без људи који их лове и уништавају њихова станишта, бројност многих врста као што су лосови, јелени, даброви, сове, медведи, рисови и вукови је порасла у односу на период пре несреће. Део научника из овога изводи закључак да људи имају много већи негативни утицај на животињски свет него што га има радиоактивност.

### Туризам
Први туристи су почели долазити у Припјат средином деведесетих година 20. века. Једина легална туристичка организација у то време била је Чернобиљинтерформ (укр. ЧернобыльИнтерИнформ) и само је она могла организовати легалне посете зони искључења. Први туристи су већином били из САД и земаља западне Европе. Законом из 2011. године Украјина је и формално омогућила посете Припјату и околној зони за све пунолетне туристе.
Сви туристи који посећују Припјат морају добити дозволу за улазак коју издаје Државна агенција Украјине за управљање Зоном искључења. Посете се одвијају дуж успостављених рута за које је процењено да не представљају ризик за здравље посетилаца. Улазак у Зону искључења се наплаћује. Сви посетиоци морају у пратњи имати лиценцираног водича, а на уласку потписују обрасце у којима су наведена правила понашања током посете. Није препоручљиво дирање вегетације, објеката или седење на тлу. Број туриста је током година углавном растао, изузев 2014. године када је дошло до пада због Евромајдана и догађаја на истоку земље. Године 2017. забележен је рекордан број посета, преко 50.000. Преко 80% туриста чине странци, међу којима су најбројнији Јапанци, Американци и Немци.
Због убрзаног пропадања зграда у Припјату и околини туристима више није дозвољен улазак у њихову унутрашњост, иако се многи тога не придржавају. Од осталих мера предострожности, не препоручује се конзумирање хране и пића на отвореном, скретање са бетонских стаза и контакт коже са тлом. Земља, маховина, трава, и лишће дрвећа обично показују највећу радиоактивност. Пре него што уђу у град туристи морају проћи кроз два контролна пункта, на којима се прегледају и њихови пасоши, а по изласку из зоне врши се контрола радиоактивности преко скенера који могу детектовати радиоактивне честице на одећи и обући туриста.
Постоје и људи, познати као сталкери, који неовлаштено улазе у Припјат и Зону искључења и нуде услуге водича другима који желе да илегално уђу у град. Они посећују места која се налазе изван одобрених туристичких рута и улазе у напуштене зграде и станове. Власти активно траже овакве особе, а у случају да буду ухваћене обично добију новчану казну.
Припјат и околина се обично наводе као пример мрачног или црног туризма, који карактерише посећивање места масовног страдања или патње људи. Према речима једног од водича, посетиоци се могу поделити у две групе. Прву групу чине млађи посетиоци између 18 и 28 година који желе да се забаве, и искусе страх и узбуђење. Другу групу чине посетиоци старији од 28 година, који су више заинтересовани за историју чернобиљске трагедије. Због утицаја медија и популарне културе, млађи посетиоци су више заинтересовани за места из популарних видео игара као што је, на пример, S.T.A.L.K.E.R.: Shadow of Chernobyl. Једна од најпознатијих локација је и забавни парк са панорамском вртешком, који никада није званично отворен због тога што је отварање било заказано за 1. мај 1986. године.
Критичари туризма у Зони искључења сматрају да он промовише неосетљивост према трагедији и њеним жртвама. Новинар немачког листа Шпигел назвао је један такав туристички обилазак Припјата (у којем је и сам учествовао) порнографијом катастрофе. Посетиоци често померају ствари како би направили бољу фотографију. Најчешће слике укључују прашњаве лутке, поцепане школске књиге и гомилу гас маски. Често на фотографијама града изгледа као да нема никога у близини, иако су направљене у оквиру групних туристичких посета када је присутно много људи.

## У популарној култури

### Књижевност
- Украјинска списатељица Љубов Сирота, која је живела у Припјату, посветила је велики део својих дела граду и чернобиљској катастрофи.
- Писац Маркијан Камиш написао је роман о илегалним путовањима у Зону искључења (Оформляндія або прогулянка в Зону). Роман је преведен на француски језик под насловом
- У крими роману Мартина Круза Смита Вукови једу псе, главни јунак Аркади Ренко долази у Припјат како би истражио убиство које се десило у близини.
- Радња романа Џејмса Ролинса The Last Oracle одвија се у Припјату и околини.

### Музика
- Велики део спота за песму Sweet People, са којом је певачица Аљоша представљала Украјину на избору за Песму Евровизије 2010, снимљен је у Припјату.
- Песма  украјинског симфонијског метал бенда DELIAis посвећена је Припјату, а спот за песму је сниман на различитим локацијама у граду.
- Први соло албум Стива Ротерија, гитаристе групе Marillion, зове се The Ghosts of Pripyat.
- Тема Припјата присутна је и у албуму Abandoned Cities немачког пијанисте Хаушке.
- На двадесету годишњицу албума The Division Bell енглески рок бенд Пинк Флојд објавио је музички видео за песму Marooned, у којем су приказани неки делови Припјата.

### Филм и телевизија
- Документарни филм White Horse из 2008. прати Максима Суркова, некадашњег становника, који посећује свој стан у Припјату први пут након 20 година.
- Америчка ријалити ТВ емисија Одредиште истина (енгл. Destination Truth) снимила је једну од својих истрага у Припјату.
- Већи део француског филма La Terre outragée из 2011. снимљен је у Припјату.
- У Припјату се одвија и радња америчког хорор филма Чернобиљски дневници из 2012. Филм је сниман на локацијама у Припјату, Мађарској и Србији.
- Део радње филма Умри мушки 5: Добар дан за умирање одвија се у Припјату.
- Трећа епизода 21. сезоне британске телевизијске серије Топ гир приказује водитеље који возе улицама напуштеног града.
- Град се појављује у документарном филму Живот након људи (енгл. Life After People), који је емитован на каналу Хистори
- Британски филм Девојка са свим даровима користио је кадрове Припјата снимљене беспилотном летелицом у сценама у којима је приказан напуштени Лондон.
- У анимираној серији Ед, Ед и Еди Припјат је приказан у епизоди Once upon an Ed.
- Документарна емисија Mysteries of the Abandoned: Chernobyl's Deadly Secrets на каналу Дискавери сајенс, снимљена је у Припјату и околини.
- У британско-америчкој телевизијској минисерији Чернобиљ из 2019, сцене у којима је приказан Припјат снимане су у Фабијенишкесу, стамбеној четврти у Вилњусу у Литванији.

### Видео-игре
- Део радње рачунарске игре Call of Duty 4: Modern Warfare одвија се у Припјату.
- Целокупна радња серије рачунарских игара S.T.A.L.K.E.R. (S.T.A.L.K.E.R.: Shadow of Chernobyl, S.T.A.L.K.E.R.: Clear Sky, S.T.A.L.K.E.R.: Call of Pripyat) одвија се у и око Припјата.
- Базен Азурни, који се налази у Припјату, приказан је у видео-игри PlayerUnknown's Battlegrounds.

## Галерија
- Речна лука
- Поглед на Припјат (2012)
- Лењинов трг
- Напуштена школа
- Забавни парк
- Застава Совјетског Савеза
- Хотел Полесје
- Стадион ФК Стројитељ
- Палата културе „Енергетик”
- Ходник школе
- „Учитељска газета” из 1983.
- Спортска дворана
- Напуштена механизација
- Портрети совјетских политичара
- Унутрашњост стана
- Болница „МСЧ-126”
- Припјат у новембру 2017.